# Klaus Bölling

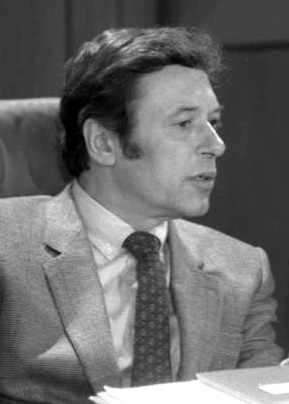
Klaus Bölling, 1980

Klaus Bölling (* 29. August 1928 in Potsdam; † 1. November 2014 in Berlin) war ein deutscher Journalist, Politiker und Publizist. Bekannt wurde er durch seine langjährige Tätigkeit als Regierungssprecher der sozialliberalen Koalitionsregierung von 1974 bis 1982 (Kabinett Schmidt I, II und III; mit einer Unterbrechung von Februar 1981 bis Mai 1982).

## Leben
Klaus Bölling wurde als Sohn des preußischen Beamten Hans Hatto Gynther Bölling und dessen Frau Charlotte Alexandra, geb. Königsberger, in Potsdam geboren. Sein Vater, Verwaltungsjurist in Gumbinnen, Tilsit und Oppeln, gehörte von 1929 bis 1933 Hans Zehrers „Tatkreis“ an.
Er wurde vom NS-Regime aus dem Staatsdienst entlassen und später immer wieder Verhören durch die Gestapo unterworfen. Bölling war evangelisch. Seine Mutter war jüdischer Abstammung und wurde 1944 in das KZ Auschwitz deportiert. Sie überlebte schwerkrank.
Bölling besuchte in Berlin-Zehlendorf das Gymnasium. 1944 wurde er als Flakhelfer eingesetzt, aber – nach der Verhaftung seiner Mutter – als „wehrunwürdig“ entlassen.
Nach dem Abitur studierte er an der Humboldt-Universität in Ost-Berlin Geschichte und Germanistik ohne Abschluss. Unter dem Eindruck des elterlichen Schicksals schloss er sich 1945 als 17-Jähriger vorübergehend der KPD an und war danach Redakteur einer Ost-Berliner FDJ-Zeitung; 1947 trat er enttäuscht aus der SED aus. Beeindruckt von Herbert Wehner trat er 1958 in die SPD ein.
Ab 1947 arbeitete Bölling als Redakteur beim West-Berliner Tagesspiegel. Anschließend wurde er politischer Redakteur und Kommentator im RIAS. Danach ging er zum WDR und entwickelte 1963 zusammen mit Gerd Ruge die bis heute laufende ARD-Sendung Weltspiegel, deren zeitweiliger Moderator er war. Zwischen 1969 und 1973 leitete er das ARD-Studio in Washington, D.C., 1973 bis 1974 war er Intendant von Radio Bremen.

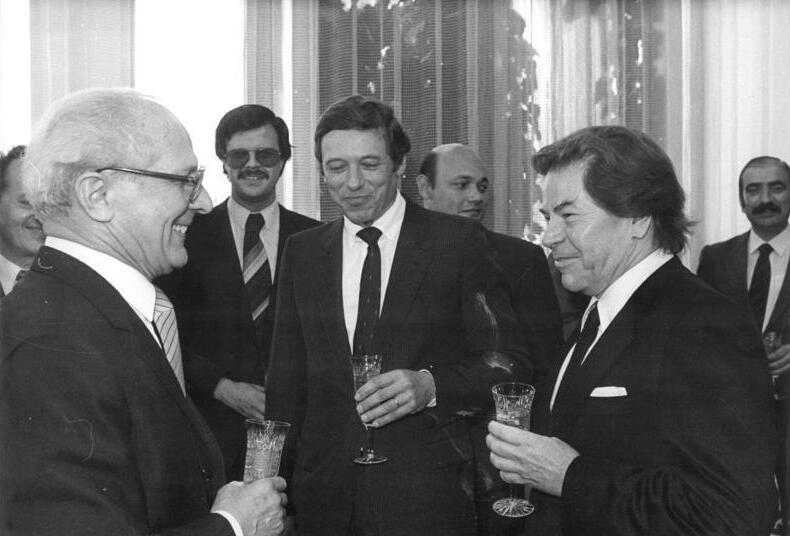
Klaus Bölling (Mitte) als Ständiger Vertreter in der DDR mit Erich Honecker (1981)

Bölling wurde 1974 unter Bundeskanzler Helmut Schmidt als beamteter Staatssekretär Regierungssprecher und Leiter des Bundespresseamtes. Während der Entführung der Lufthansa-Maschine Landshut nach Mogadischu 1977 war er Kontaktmann zu den Flugzeugentführern. Am 9. Februar 1981 wurde er Nachfolger von Günter Gaus als Ständiger Vertreter der Bundesrepublik bei der DDR. Am 24. Mai 1982 kehrte Bölling nach Bonn in sein Amt als Regierungssprecher zurück, das er bis zum Ende der sozialliberalen Koalition (Oktober 1982) ausübte.
Seitdem war er als Publizist in Berlin tätig. Er ist auf dem Waldfriedhof Dahlem in Berlin bestattet.
Bölling war in dritter Ehe von 1980 bis 1982 mit Alexandra Rodenstock verheiratet, der Tochter des BDI-Präsidenten Rolf Rodenstock. Als Ständiger Vertreter hatte er in Ost-Berlin ein Verhältnis mit der der Buchillustratorin Ruth Mossner, einer Inoffiziellen Mitarbeiterin des Ministeriums für Staatssicherheit, die mit ihm zusammen ausreisen durfte. Sie kehrte nach zwei Monaten in die DDR zurück.

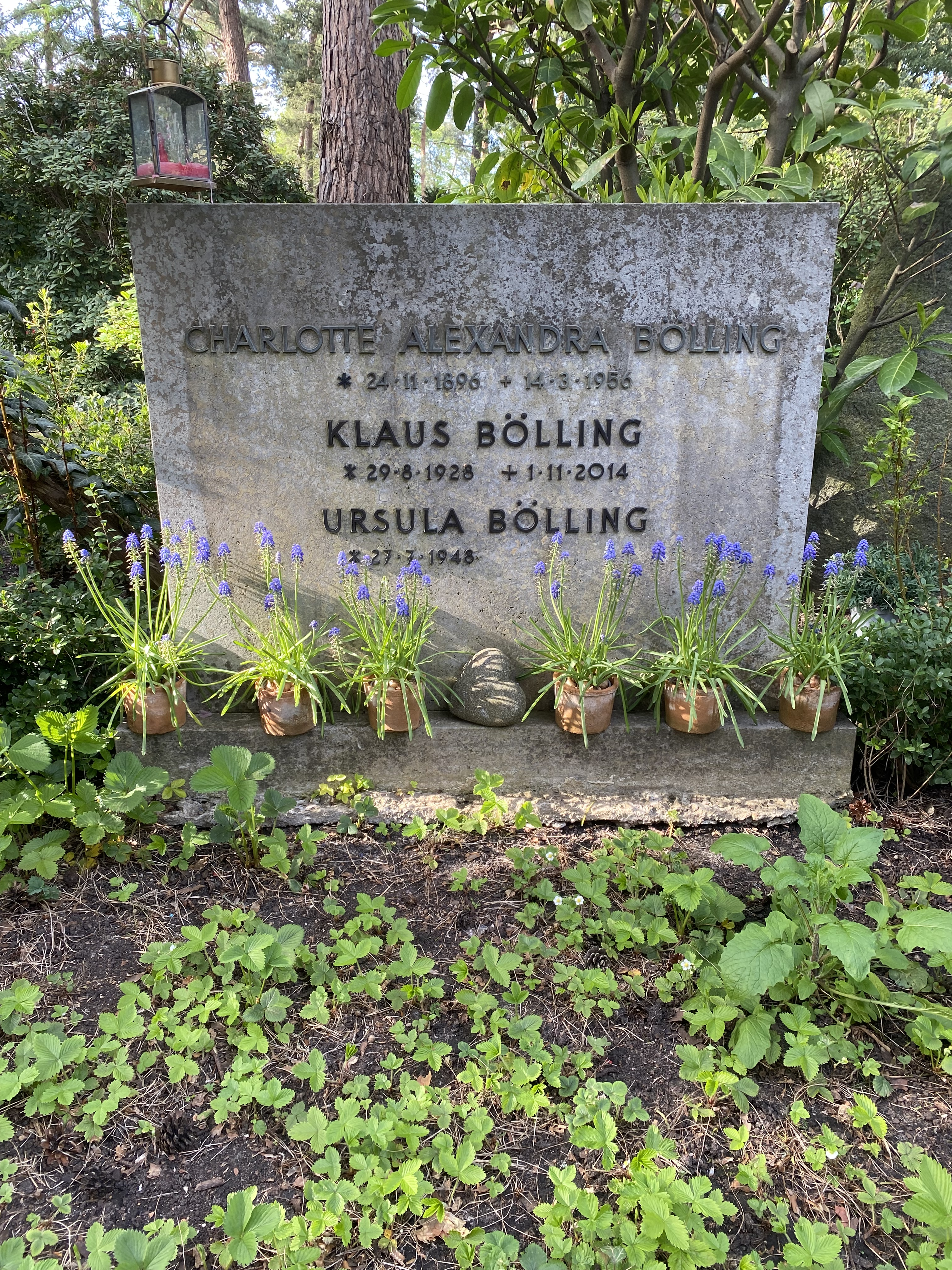
Grabstätte auf dem Waldfriedhof Dahlem

## Ehrungen
- 1978: Bundesverdienstkreuz 1. Klasse der Bundesrepublik Deutschland[8]
- 1979: Großes Silbernes Ehrenzeichen am Bande für Verdienste um die Republik Österreich[9]

## Veröffentlichungen
- Der Aufstand. zusammen mit Klaus Harpprecht; 1957.
- Die zweite Republik. 1963.
- Jugoslawien, mit vielen Temperamenten. 1965.
- Herbert Wehner. Beiträge zu einer Biographie. Mit-Hrsg. Reinhard Appel, Herbert Wehner, Sven Einar Backlund, Gerhard Jahn, 1976.
- Die letzten 30 Tage des Kanzlers Helmut Schmidt. Ein Tagebuch. Rowohlt, Reinbek 1982, ISBN 3-499-33038-5.
- Die fernen Nachbarn. Erfahrungen in der DDR. Goldmann, München 1987, ISBN 3-442-11539-6.
- Bonn von außen betrachtet. Briefe an einen alten Freund. Ullstein, Frankfurt am Main/Berlin 1989, ISBN 3-548-34582-4.